# Eliza Talcott
Eliza Talcott, född 1836, död 1911, var en amerikansk missionär. Hon var verksam i Japan från 1873, där hon spelade en viktig roll under Mejirestaurationen. Hon och Julia Dudley grundade år 1879 Kobe College, som blev Japans första högskola för kvinnliga lärare, och som sedan blev Seiwauniversitetet.